# Ich bin ein Star – Holt mich hier raus!/Staffel 17
Die 17. Staffel der deutschen Reality-Show Ich bin ein Star – Holt mich hier raus! wurde vom 19. Januar 2024 bis zum 4. Februar 2024 auf dem Privatsender RTL ausgestrahlt. Das große Wiedersehen fand am 5. Februar 2024 und Das Nachspiel am 18. Februar 2024 statt. Moderiert wurde die Sendung wiederum von Sonja Zietlow und Jan Köppen. Der Paramedic Bob McCarron alias „Dr. Bob“ wirkte erneut mit.
Dschungelkönigin und Gewinnerin des Preisgelds von 100.000 Euro wurde Lucy Diakovska.

## Teilnehmer

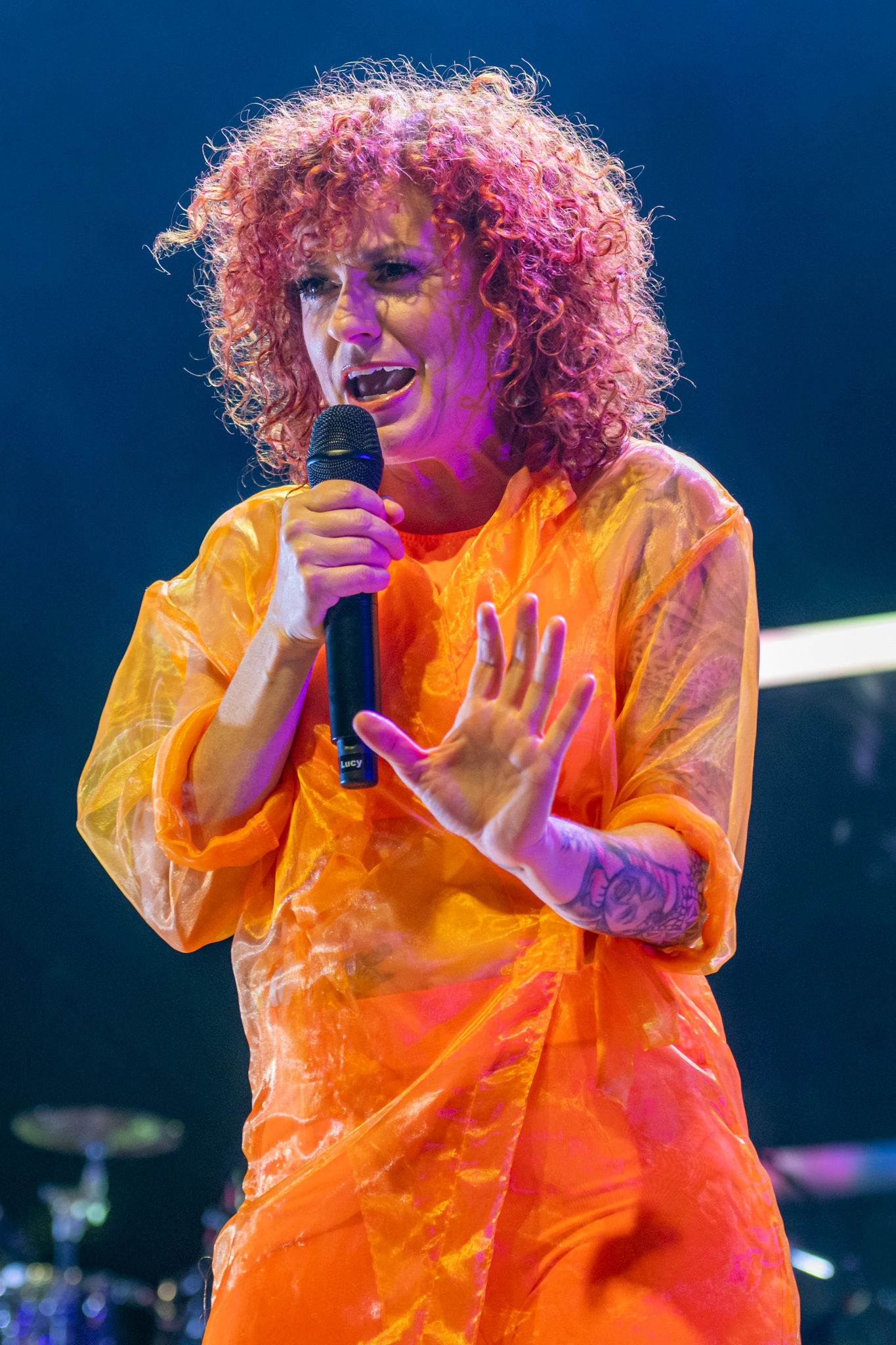
Lucy Diakovska: Dschungelkönigin der siebzehnten Staffel

Am 5. Dezember 2023 wurde Heinz Hoenig als Teilnehmer bestätigt; eine Woche später Cora Schumacher. Am 29. Dezember 2023 wurden von RTL alle Kandidaten der 17. Staffel veröffentlicht.
| Platz | Teilnehmer           | Bekannt als | Auszug am     |
| ----- | -------------------- | --- | ------------- |
| 01    | Lucy Diakovska       | Sängerin, Bandmitglied der No Angels, Reality-TV-Teilnehmerin (Promi Big Brother) | 4. Februar    |
| 402 4 | Leyla Lahouar        | Reality-TV-Teilnehmerin (Ex on the Beach, Der Bachelor, Bachelor in Paradise) | 4. Februar    |
| 03    | Tim Kampmann         | Influencer und Sänger (als Twenty4tim) | 4. Februar    |
| 04    | Fabio Knez           | Reality-TV-Teilnehmer (Make Love, Fake Love, Are You the One?) | 3. Februar    |
| 05    | Mike Heiter          | Reality-TV-Teilnehmer (Love Island, Das Sommerhaus der Stars, Ich bin ein Star – Die große Dschungelshow, Kampf der Realitystars, Are You the One?)                                     | 3. Februar    |
| 306 3 | Kim Virginia Hartung | Reality-TV-Teilnehmerin (Der Bachelor, Temptation Island, Bachelor in Paradise, Are You the One?)                                                                                       | 1. Februar    |
| 07    | Felix von Jascheroff | Darsteller bei Gute Zeiten, schlechte Zeiten | 31. Januar    |
| 208 2 | Heinz Hoenig         | Schauspieler (Das Boot, Der König von St. Pauli, 7 Zwerge – Männer allein im Wald) | 330. Januar 3 |
| 09    | David Odonkor        | Fußball-Nationalspieler, Gewinner von Promi Big Brother | 29. Januar    |
| 10    | Anya Elsner          | Kandidatin bei Germany’s Next Topmodel | 28. Januar    |
| 11    | Sarah Kern           | Modedesignerin, Reality-TV-Teilnehmerin (Promi Big Brother) | 27. Januar    |
| 112 1 | Cora Schumacher      | Ex-Frau von Ralf Schumacher, ehemalige Rennfahrerin und Erotikmodel, Kandidatin bei Let’s Dance, Reality-TV-Teilnehmerin (Club der guten Laune, Promi Big Brother, Coras House of Love) | 21. Januar    |

## Abstimmungsergebnisse

### Zuschauervoting
| Abstimmungsergebnisse der siebzehnten Staffel | Abstimmungsergebnisse der siebzehnten Staffel | Abstimmungsergebnisse der siebzehnten Staffel | Abstimmungsergebnisse der siebzehnten Staffel | Abstimmungsergebnisse der siebzehnten Staffel | Abstimmungsergebnisse der siebzehnten Staffel | Abstimmungsergebnisse der siebzehnten Staffel | Abstimmungsergebnisse der siebzehnten Staffel | Abstimmungsergebnisse der siebzehnten Staffel | Abstimmungsergebnisse der siebzehnten Staffel | Abstimmungsergebnisse der siebzehnten Staffel | Abstimmungsergebnisse der siebzehnten Staffel |
| Platz                                         | 27. Januar                                    | 28. Januar                                    | 29. Januar                                    | 30. Januar 1                                  | 31. Januar                                    | 1. Februar                                    | 2. Februar 2                                  | 3. Februar                                    | 4. Februar Vorfinale                          | 4. Februar Finale                             |                                               |
| --------------------------------------------- | --------------------------------------------- | --------------------------------------------- | --------------------------------------------- | --------------------------------------------- | --------------------------------------------- | --------------------------------------------- | --------------------------------------------- | --------------------------------------------- | --------------------------------------------- | --------------------------------------------- | --------------------------------------------- |
| 01                                            | Kampmann 22,45 %                              | Kampmann 22,44 %                              | Kampmann 18,84 %                              | Diakovska 19,68 %                             | Heiter 19,71 %                                | Diakovska 26,81 %                             | Diakovska 28,61 %                             | Diakovska 26,99 %                             | Diakovska 50,21 %                             | Diakovska 64,49 %                             |                                               |
| 02                                            | Knez 13,37 %                                  | Lahouar 13,49 %                               | Lahouar 15,60 %                               | Kampmann 18,87 %                              | Lahouar 18,11 %                               | Knez 20,44 %                                  | Kampmann 25,43 %                              | Kampmann 21,42 %                              | Lahouar 25,82 %                               | Lahouar 35,51 %                               |                                               |
| 03                                            | Lahouar 11,94 %                               | Knez 13,28 %                                  | Hoenig 14,47 %                                | Lahouar 18,59 %                               | Hartung 14,09 %                               | Lahouar 15,91 %                               | Knez 15,86 %                                  | Lahouar 20,00 %                               | Kampmann 23,97 %                              |                                               |                                               |
| 04                                            | Hartung 10,23 %                               | Diakovska 10,01 %                             | Knez 12,52 %                                  | Knez 15,78 %                                  | Diakovska 13,89 %                             | Heiter 13,04 %                                | Heiter 15,67 %                                | Knez 16,36 %                                  |                                               |                                               |                                               |
| 05                                            | Heiter 9,15 %                                 | Heiter 9,71 %                                 | Heiter 9,01 %                                 | von Jascheroff 9,74 %                         | Kampmann 13,47 %                              | Kampmann 12,35 %                              | Lahouar 14,43 %                               | Heiter 15,23 %                                |                                               |                                               |                                               |
| 06                                            | Hoenig 7,95 %                                 | Hartung 6,66 %                                | Diakovska 8,74 %                              | Heiter 8,84 %                                 | Knez 12,75 %                                  | Hartung 11,45 %                               |                                               |                                               |                                               |                                               |                                               |
| 07                                            | Diakovska 7,27 %                              | von Jascheroff 6,43 %                         | Hartung 7,74 %                                | Hartung 8,50 %                                | von Jascheroff 8,52 %                         |                                               |                                               |                                               |                                               |                                               |                                               |
| 08                                            | von Jascheroff 7,04 %                         | Odonkor 5,87 %                                | von Jascheroff 6,86 %                         |                                               |                                               |                                               |                                               |                                               |                                               |                                               |                                               |
| 09                                            | Odonkor 4,54 %                                | Hoenig 5,86 %                                 | Odonkor 6,58 %                                |                                               |                                               |                                               |                                               |                                               |                                               |                                               |                                               |
| 10                                            | Elsner 3,56 %                                 | Elsner 4,25 %                                 |                                               |                                               |                                               |                                               |                                               |                                               |                                               |                                               |                                               |
| 11                                            | Kern 2,50 %                                   |                                               |                                               |                                               |                                               |                                               |                                               |                                               |                                               |                                               |                                               |

| Abstimmungen „Wer muss zur nächsten Dschungelprüfung?“ | Abstimmungen „Wer muss zur nächsten Dschungelprüfung?“ | Abstimmungen „Wer muss zur nächsten Dschungelprüfung?“ | Abstimmungen „Wer muss zur nächsten Dschungelprüfung?“ | Abstimmungen „Wer muss zur nächsten Dschungelprüfung?“ | Abstimmungen „Wer muss zur nächsten Dschungelprüfung?“ | Abstimmungen „Wer muss zur nächsten Dschungelprüfung?“ | Abstimmungen „Wer muss zur nächsten Dschungelprüfung?“ | Abstimmungen „Wer muss zur nächsten Dschungelprüfung?“ |
| Teilnehmer                                             | 19. Januar                                             | 20. Januar                                             | 21. Januar                                             | 22. Januar                                             | 23. Januar                                             | 24. Januar                                             | 25. Januar                                             | 26. Januar                                             |
| ------------------------------------------------------ | ------------------------------------------------------ | ------------------------------------------------------ | ------------------------------------------------------ | ------------------------------------------------------ | ------------------------------------------------------ | ------------------------------------------------------ | ------------------------------------------------------ | ------------------------------------------------------ |
| Diakovska                                              | 04,87 %                                                | 05,98 %                                                | 04,58 %                                                | 04,77 %                                                | 03,85 %                                                | 03,75 %                                                | 05,49 %                                                | 05,51 %                                                |
| Elsner                                                 | 11,92 %                                                | 14,44 %                                                | 07,49 %                                                | 11,27 %                                                | 29,53 %                                                | 08,34 %                                                | 07,49 %                                                | 07,11 %                                                |
| Hartung                                                | 14,43 %                                                | 09,94 %                                                | 07,85 %                                                | 18,20 %                                                | 24,65 %                                                | 40,07 %                                                | 39,42 %                                                | 42,90 %                                                |
| Heiter                                                 | 05,73 %                                                | 07,02 %                                                | 05,15 %                                                | 06,64 %                                                | 05,32 %                                                | 05,01 %                                                | 07,77 %                                                | 05,53 %                                                |
| Hoenig                                                 | gesperrt                                               | gesperrt                                               | gesperrt                                               | gesperrt                                               | gesperrt                                               | gesperrt                                               | gesperrt                                               | gesperrt                                               |
| von Jascheroff                                         | 06,96 %                                                | 07,40 %                                                | 06,19 %                                                | 07,69 %                                                | 07,32 %                                                | 13,73 %                                                | 06,67 %                                                | 08,51 %                                                |
| Kampmann                                               | 27,32 %                                                | 26,40 %                                                | 14,81 %                                                | 13,12 %                                                | 11,06 %                                                | 11,16 %                                                | 08,17 %                                                | 06,66 %                                                |
| Kern                                                   | 02,83 %                                                | 04,01 %                                                | 02,55 %                                                | 06,13 %                                                | 04,12 %                                                | 03,78 %                                                | 05,60 %                                                | 04,85 %                                                |
| Knez                                                   | 03,85 %                                                | 05,13 %                                                | gesperrt                                               | 05,89 %                                                | gesperrt                                               | 05,67 %                                                | 08,10 %                                                | 06,84 %                                                |
| Lahouar                                                | 07,84 %                                                | 15,66 %                                                | 48,26 %                                                | 22,29 %                                                | 10,77 %                                                | 05,13 %                                                | 06,19 %                                                | 06,21 %                                                |
| Odonkor                                                | 03,60 %                                                | 04,02 %                                                | 03,12 %                                                | 04,00 %                                                | 03,38 %                                                | 03,36 %                                                | 05,10 %                                                | 05,88 %                                                |
| Schumacher                                             | 10,65 %                                                | gesperrt                                               | nicht im Camp                                          | nicht im Camp                                          | nicht im Camp                                          | nicht im Camp                                          | nicht im Camp                                          | nicht im Camp                                          |

### Kandidatenvoting
|                | Abstimmung „Wer soll zur nächsten Dschungelprüfung?“ | Abstimmung „Wer soll zur nächsten Dschungelprüfung?“ | Abstimmung „Wer soll zur nächsten Dschungelprüfung?“ | Abstimmung „Wer soll zur nächsten Dschungelprüfung?“ | Abstimmung „Wer soll zur nächsten Dschungelprüfung?“ | Abstimmung „Wer soll zur nächsten Dschungelprüfung?“ | Abstimmung „Wer soll zur nächsten Dschungelprüfung?“ | Abstimmung „Wer soll zur nächsten Dschungelprüfung?“ |
| 28. Januar     | 29. Januar                                           | 30. Januar                                           | 31. Januar                                           | 1. Februar                                           | 2. Februar                                           | 3. Februar                                           | 4. Februar                                           |                                                      |
| -------------- | ---------------------------------------------------- | ---------------------------------------------------- | ---------------------------------------------------- | ---------------------------------------------------- | ---------------------------------------------------- | ---------------------------------------------------- | ---------------------------------------------------- | ---------------------------------------------------- |
| Diakovska      | Diakovska Odonkor                                    | Heiter Knez von Jascheroff                           | Diakovska                                            | Heiter Knez                                          | Diakovska                                            | Kampmann Lahouar                                     | Keine Nominierung                                    | Keine Nominierung                                    |
| Lahouar        | Diakovska Odonkor                                    | Heiter Knez von Jascheroff                           | Diakovska                                            | Heiter Lahouar                                       | Diakovska                                            | Heiter Lahouar                                       | Keine Nominierung                                    | Keine Nominierung                                    |
| Kampmann       | Knez Odonkor                                         | Heiter Hoenig Knez                                   | Kampmann                                             | Kampmann von Jascheroff                              | Kampmann                                             | Heiter Kampmann                                      | Keine Nominierung                                    | Keine Nominierung                                    |
| Knez           | Diakovska Odonkor                                    | Hoenig Heiter Knez                                   | Diakovska                                            | Heiter Knez                                          | Diakovska                                            | Heiter Knez                                          | Keine Nominierung                                    | rausgewählt (4. Platz)                               |
| Heiter         | Diakovska Heiter                                     | Hoenig Heiter Knez                                   | Diakovska                                            | Heiter Knez                                          | Diakovska                                            | Heiter Kampmann                                      | Keine Nominierung                                    | rausgewählt (5. Platz)                               |
| Hartung        | Diakovska Odonkor                                    | Heiter Kampmann Knez                                 | Diakovska                                            | Hartung Kampmann                                     | Hartung                                              | rausgewählt (6. Platz)                               | rausgewählt (6. Platz)                               | rausgewählt (6. Platz)                               |
| von Jascheroff | Diakovska Knez                                       | Hoenig Heiter Knez                                   | Diakovska                                            | Heiter Lahouar                                       | rausgewählt (7. Platz)                               | rausgewählt (7. Platz)                               | rausgewählt (7. Platz)                               | rausgewählt (7. Platz)                               |
| Hoenig         | Diakovska Knez                                       | Hoenig Kampmann Knez                                 | Diakovska                                            | vorzeitig ausgeschieden (8. Platz)                   | vorzeitig ausgeschieden (8. Platz)                   | vorzeitig ausgeschieden (8. Platz)                   | vorzeitig ausgeschieden (8. Platz)                   | vorzeitig ausgeschieden (8. Platz)                   |
| Odonkor        | Knez Odonkor                                         | Heiter Kampmann Knez                                 | rausgewählt (9. Platz)                               | rausgewählt (9. Platz)                               | rausgewählt (9. Platz)                               | rausgewählt (9. Platz)                               | rausgewählt (9. Platz)                               | rausgewählt (9. Platz)                               |
| Elsner         | Elsner Knez                                          | rausgewählt (10. Platz)                              | rausgewählt (10. Platz)                              | rausgewählt (10. Platz)                              | rausgewählt (10. Platz)                              | rausgewählt (10. Platz)                              | rausgewählt (10. Platz)                              | rausgewählt (10. Platz)                              |
| Kern           | rausgewählt (11. Platz)                              | rausgewählt (11. Platz)                              | rausgewählt (11. Platz)                              | rausgewählt (11. Platz)                              | rausgewählt (11. Platz)                              | rausgewählt (11. Platz)                              | rausgewählt (11. Platz)                              | rausgewählt (11. Platz)                              |
| Schumacher     | vorzeitig ausgeschieden (12. Platz)                  | vorzeitig ausgeschieden (12. Platz)                  | vorzeitig ausgeschieden (12. Platz)                  | vorzeitig ausgeschieden (12. Platz)                  | vorzeitig ausgeschieden (12. Platz)                  | vorzeitig ausgeschieden (12. Platz)                  | vorzeitig ausgeschieden (12. Platz)                  | vorzeitig ausgeschieden (12. Platz)                  |
|                | Abstimmungsergebnis                                  |                                                      |                                                      |                                                      |                                                      |                                                      |                                                      |                                                      |
| 28. Januar     | 29. Januar                                           | 30. Januar                                           | 31. Januar                                           | 1. Februar                                           | 2. Februar                                           | 3. Februar                                           | 4. Februar                                           |                                                      |
| Nominiert      | Diakovska Odonkor                                    | Heiter Hoenig Knez                                   | Diakovska                                            | Heiter Knez                                          | Diakovska                                            | Heiter Kampmann                                      | Diakovska Heiter Kampmann Knez Lahouar               | Diakovska Kampmann Lahouar (je eine Einzelprüfung)   |

## Dschungelprüfungen

### Übersicht
| Dschungelprüfungen der 17. Staffel                                              | Dschungelprüfungen der 17. Staffel | Dschungelprüfungen der 17. Staffel      | Dschungelprüfungen der 17. Staffel |
| Datum                                                                           | Kandidat(en) | Prüfung                                 | Erspielte Rationen (Sterne) |
| ------------------------------------------------------------------------------- | --- | --------------------------------------- | --- |
| 18. Jan. 2024                                                                   | Lucy Diakovska Anya Elsner Kim Virginia Hartung Mike Heiter Sarah Kern Fabio Knez Leyla Lahouar David Odonkor Tim Kampmann Felix von Jascheroff                              | 1. Dschungelcamp-Challenge „Wasserfall“ | · (Diakovska, Hartung, Knez, Lahouar, · Odonkor, Kampmann, von Jascheroff)                                                                                            |
| 18. Jan. 2024                                                                   | Heinz Hoenig Cora Schumacher | 2. Dschungelcamp-Challenge „Das Boot“   | Sternsymbol · Sternsymbol |
| 19. Jan. 2024                                                                   | Lucy Diakovska Anya Elsner Kim Virginia Hartung Mike Heiter Heinz Hoenig Sarah Kern Fabio Knez Leyla Lahouar David Odonkor Cora Schumacher Tim Kampmann Felix von Jascheroff | „Würg & Travel“                         | · (Hartung, Heiter, Hoenig, Knez, · Odonkor, von Jascheroff) |
| 20. Jan. 2024                                                                   | Tim Kampmann Kim Virginia Hartung | „Quarter-Schreck“                       | Sternsymbol · Sternsymbol · Sternsymbol · Sternsymbol · Sternsymbol · Sternsymbol · Sternsymbol · Sternsymbol · Sternsymbol · Sternsymbol · Sternsymbol · Sternsymbol |
| 21. Jan. 2024                                                                   | Tim Kampmann Leyla Lahouar | „Ich bin im Spa – Holt mich hier raus!“ | · (Prüfung von Lahouar abgebrochen) |
| 22. Jan. 2024                                                                   | Leyla Lahouar | „Panodrama-Blick“                       | Sternsymbol · Sternsymbol · Sternsymbol · Sternsymbol · Sternsymbol · Sternsymbol · Sternsymbol · Sternsymbol · Sternsymbol · Sternsymbol · Sternsymbol               |
| 23. Jan. 2024                                                                   | Leyla Lahouar | „Reparatortur“                          | · (Prüfung abgebrochen) |
| 24. Jan. 2024                                                                   | Kim Virginia Hartung Anya Elsner | „Bäh-Tonmischer“                        | · (Prüfung von Hartung abgebrochen) |
| 25. Jan. 2024                                                                   | Kim Virginia Hartung Tim Kampmann Felix von Jascheroff | „Bah!res für Gares“                     | · (Hartung , Kampmann , von Jascheroff ) |
| 26. Jan. 2024                                                                   | Kim Virginia Hartung Tim Kampmann Mike Heiter | „Der große Preis von Murwillumbah“      | Sternsymbol · Sternsymbol · Sternsymbol · Sternsymbol · Sternsymbol · Sternsymbol · Sternsymbol · Sternsymbol · Sternsymbol · Sternsymbol · Sternsymbol               |
| 27. Jan. 2024                                                                   | Kim Virginia Hartung | „Im Darm von Cobra 11“                  | Sternsymbol · Sternsymbol · Sternsymbol · Sternsymbol · Sternsymbol · Sternsymbol · Sternsymbol · Sternsymbol · Sternsymbol · Sternsymbol · Sternsymbol               |
| 28. Jan. 2024                                                                   | Lucy Diakovska David Odonkor | „Ich bin im Spa – Die Runde danach!“    | Sternsymbol · Sternsymbol · Sternsymbol · Sternsymbol · Sternsymbol · Sternsymbol · Sternsymbol · Sternsymbol · Sternsymbol · Sternsymbol                             |
| 29. Jan. 2024                                                                   | Mike Heiter Heinz Hoenig Fabio Knez | „Der Eisbrecher“                        | · (Hoenig , Knez , Heiter ) |
| 30. Jan. 2024                                                                   | Lucy Diakovska | „Hotel Versage“                         | Sternsymbol · Sternsymbol · Sternsymbol · Sternsymbol · Sternsymbol · Sternsymbol · Sternsymbol · Sternsymbol                                                         |
| 31. Jan. 2024                                                                   | Mike Heiter Fabio Knez | „Gondel La Grause“                      | Sternsymbol · Sternsymbol · Sternsymbol · Sternsymbol · Sternsymbol · Sternsymbol · Sternsymbol                                                                       |
| 1. Feb. 2024                                                                    | Lucy Diakovska | „Reparatortur 2.0“                      | Sternsymbol · Sternsymbol · Sternsymbol · Sternsymbol · Sternsymbol · Sternsymbol                                                                                     |
| 2. Feb. 2024                                                                    | Mike Heiter Tim Kampmann | „Mauerfail“                             | Sternsymbol · Sternsymbol · Sternsymbol · Sternsymbol · Sternsymbol                                                                                                   |
| 3. Feb. 2024                                                                    | Lucy Diakovska Mike Heiter Tim Kampmann Fabio Knez Leyla Lahouar | „Creek der Sterne“                      | Sternsymbol · Sternsymbol · Sternsymbol · Sternsymbol · Sternsymbol                                                                                                   |
| 4. Feb. 2024                                                                    | Tim Kampmann | „Footwork“ (Vorspeise)                  | Sternsymbol · Sternsymbol · Sternsymbol · Sternsymbol · Sternsymbol                                                                                                   |
| 4. Feb. 2024                                                                    | Lucy Diakovska | „Energy“ (Hauptspeise)                  | Sternsymbol · Sternsymbol · Sternsymbol · Sternsymbol · Sternsymbol                                                                                                   |
| 4. Feb. 2024                                                                    | Leyla Lahouar | „Passion“ (Nachspeise)                  | · (Prüfung abgebrochen) |
| Insgesamt wurden 93 von 179 möglichen Sternen erspielt; dies entspricht 52,0 %. | |                                         | |

### Anzahl der Prüfungen
| Platz | Teilnehmer           | Anzahl der Prüfungen 1 |
| ----- | -------------------- | ---------------------- |
| 01    | Tim Kampmann         | 8                      |
| 02    | Lucy Diakovska       | 6                      |
| 02    | Kim Virginia Hartung | 6                      |
| 02    | Mike Heiter          | 6                      |
| 02    | Leyla Lahouar        | 6                      |
| 06    | Fabio Knez           | 4                      |
| 07    | Anya Elsner          | 2                      |
| 07    | Heinz Hoenig         | 2                      |
| 07    | David Odonkor        | 2                      |
| 07    | Felix von Jascheroff | 2                      |
| 11    | Sarah Kern           | 1                      |
| 11    | Cora Schumacher      | 1                      |

### Erspielte Sterne pro Teilnehmer
| Teilnehmer           | Erspielte Sterne (kumuliert) 1 | Anzahl der Sterne | Quote |
| -------------------- | --- | ----------------- | ----- |
| Lucy Diakovska       | Sternsymbol · Sternsymbol · Sternsymbol · Sternsymbol · Sternsymbol · Sternsymbol · Sternsymbol · Sternsymbol · Sternsymbol · Sternsymbol · Sternsymbol · Sternsymbol · Sternsymbol · Sternsymbol · Sternsymbol · Sternsymbol · Sternsymbol · Sternsymbol · Sternsymbol · Sternsymbol · Sternsymbol · Sternsymbol · Sternsymbol · Sternsymbol · Sternsymbol · Sternsymbol · Sternsymbol · Sternsymbol · Sternsymbol · Sternsymbol · Sternsymbol · Sternsymbol · Sternsymbol · Sternsymbol · Sternsymbol | 28                | 080 % |
| Tim Kampmann         | Sternsymbol · Sternsymbol · Sternsymbol · Sternsymbol · Sternsymbol · Sternsymbol · Sternsymbol · Sternsymbol · Sternsymbol · Sternsymbol · Sternsymbol · Sternsymbol · Sternsymbol · Sternsymbol · Sternsymbol · Sternsymbol · Sternsymbol · Sternsymbol · Sternsymbol · Sternsymbol · Sternsymbol · Sternsymbol · Sternsymbol · Sternsymbol · Sternsymbol · Sternsymbol · Sternsymbol · Sternsymbol · Sternsymbol · Sternsymbol · Sternsymbol · Sternsymbol · Sternsymbol · Sternsymbol · Sternsymbol · Sternsymbol · Sternsymbol · Sternsymbol · Sternsymbol · Sternsymbol · Sternsymbol · Sternsymbol · Sternsymbol · Sternsymbol · Sternsymbol · Sternsymbol · Sternsymbol · Sternsymbol · Sternsymbol · Sternsymbol · Sternsymbol · Sternsymbol · Sternsymbol · Sternsymbol · Sternsymbol · Sternsymbol · Sternsymbol · Sternsymbol · Sternsymbol · Sternsymbol · Sternsymbol · Sternsymbol | 28                | 045 % |
| Kim Virginia Hartung | Sternsymbol · Sternsymbol · Sternsymbol · Sternsymbol · Sternsymbol · Sternsymbol · Sternsymbol · Sternsymbol · Sternsymbol · Sternsymbol · Sternsymbol · Sternsymbol · Sternsymbol · Sternsymbol · Sternsymbol · Sternsymbol · Sternsymbol · Sternsymbol · Sternsymbol · Sternsymbol · Sternsymbol · Sternsymbol · Sternsymbol · Sternsymbol · Sternsymbol · Sternsymbol · Sternsymbol · Sternsymbol · Sternsymbol · Sternsymbol · Sternsymbol · Sternsymbol · Sternsymbol · Sternsymbol · Sternsymbol · Sternsymbol · Sternsymbol · Sternsymbol · Sternsymbol · Sternsymbol · Sternsymbol · Sternsymbol · Sternsymbol · Sternsymbol · Sternsymbol · Sternsymbol · Sternsymbol · Sternsymbol · Sternsymbol · Sternsymbol · Sternsymbol · Sternsymbol · Sternsymbol · Sternsymbol · Sternsymbol · Sternsymbol · Sternsymbol                                                                       | 23                | 040 % |
| Mike Heiter          | Sternsymbol · Sternsymbol · Sternsymbol · Sternsymbol · Sternsymbol · Sternsymbol · Sternsymbol · Sternsymbol · Sternsymbol · Sternsymbol · Sternsymbol · Sternsymbol · Sternsymbol · Sternsymbol · Sternsymbol · Sternsymbol · Sternsymbol · Sternsymbol · Sternsymbol · Sternsymbol · Sternsymbol · Sternsymbol · Sternsymbol · Sternsymbol · Sternsymbol · Sternsymbol · Sternsymbol · Sternsymbol · Sternsymbol · Sternsymbol · Sternsymbol · Sternsymbol · Sternsymbol · Sternsymbol · Sternsymbol · Sternsymbol · Sternsymbol · Sternsymbol | 19                | 050 % |
| Fabio Knez           | Sternsymbol · Sternsymbol · Sternsymbol · Sternsymbol · Sternsymbol · Sternsymbol · Sternsymbol · Sternsymbol · Sternsymbol · Sternsymbol · Sternsymbol · Sternsymbol · Sternsymbol · Sternsymbol · Sternsymbol · Sternsymbol · Sternsymbol · Sternsymbol · Sternsymbol · Sternsymbol · Sternsymbol · Sternsymbol | 16                | 073 % |
| Leyla Lahouar        | Sternsymbol · Sternsymbol · Sternsymbol · Sternsymbol · Sternsymbol · Sternsymbol · Sternsymbol · Sternsymbol · Sternsymbol · Sternsymbol · Sternsymbol · Sternsymbol · Sternsymbol · Sternsymbol · Sternsymbol · Sternsymbol · Sternsymbol · Sternsymbol · Sternsymbol · Sternsymbol · Sternsymbol · Sternsymbol · Sternsymbol · Sternsymbol · Sternsymbol · Sternsymbol · Sternsymbol · Sternsymbol · Sternsymbol · Sternsymbol · Sternsymbol · Sternsymbol · Sternsymbol · Sternsymbol · Sternsymbol · Sternsymbol · Sternsymbol · Sternsymbol · Sternsymbol · Sternsymbol · Sternsymbol · Sternsymbol · Sternsymbol · Sternsymbol · Sternsymbol | 15                | 033 % |
| David Odonkor        | Sternsymbol · Sternsymbol · Sternsymbol · Sternsymbol · Sternsymbol · Sternsymbol · Sternsymbol · Sternsymbol · Sternsymbol · Sternsymbol · Sternsymbol | 11                | 100 % |
| Felix von Jascheroff | Sternsymbol · Sternsymbol · Sternsymbol · Sternsymbol · Sternsymbol · Sternsymbol · Sternsymbol · Sternsymbol · Sternsymbol · Sternsymbol · Sternsymbol · Sternsymbol | 11                | 092 % |
| Heinz Hoenig         | Sternsymbol · Sternsymbol · Sternsymbol · Sternsymbol · Sternsymbol · Sternsymbol · Sternsymbol · Sternsymbol · Sternsymbol · Sternsymbol | 08                | 080 % |
| Anya Elsner          | Sternsymbol · Sternsymbol · Sternsymbol · Sternsymbol · Sternsymbol · Sternsymbol · Sternsymbol · Sternsymbol · Sternsymbol · Sternsymbol · Sternsymbol · Sternsymbol | 0                 | 0 %   |
| Sarah Kern           | Sternsymbol | 0                 | 0 %   |
| Cora Schumacher      | Sternsymbol | 0                 | 0 %   |

## Schatzsuche
Die Kandidaten gehen in der Regel zu zweit auf Schatzsuche und lösen eine Aufgabe. Bei Erfolg bringen sie meistens eine Schatztruhe ins Camp. Dort wird die Truhe geöffnet, in welcher sich eine Quizfrage mit zwei Antwortmöglichkeiten befindet. Beantworten die Kandidaten die Aufgabe richtig, gibt es einen Gewinn wie beispielsweise Süßigkeiten oder Gewürze; antworten sie falsch, gibt es nichts oder einen nutzlosen Trostpreis. Seltener gibt es nach dem Lösen der Aufgabe einen Sofortgewinn.
| Schatzsuche der 17. Staffel | Schatzsuche der 17. Staffel        | Schatzsuche der 17. Staffel | Schatzsuche der 17. Staffel                                                     | Schatzsuche der 17. Staffel |
| Datum                       | Kandidaten                         | Aufgabe                     | Frage und Antwortmöglichkeiten                                                  | Gewinn/Trostpreis           |
| --------------------------- | ---------------------------------- | --------------------------- | ------------------------------------------------------------------------------- | --------------------------- |
| 21. Jan. 2024               | Anya Elsner David Odonkor          | „No risk, no keys!“         | Kängurus können weder rückwärts hüpfen noch laufen. A: wahr B: falsch           | Ein Teebeutel               |
| 24. Jan. 2024               | Fabio Knez Heinz Hoenig            | „Buchstabensuppe“           | nicht bis zur Frage geschafft                                                   |                             |
| 27. Jan. 2024               | Leyla Lahouar Mike Heiter          | „Nachtschatzsuche“          | Keine Frage, bis zu zehn Päckchen als Sofortgewinn                              | Ein Päckchen (Pizzastück)   |
| 31. Jan. 2024               | Leyla Lahouar Felix von Jascheroff | „Kopf über Magen“           | Wie viele Konsonanten folgen in dem Wort „Angstschweiß“ aufeinander? A: 12 B: 8 | Kartoffelchips              |

## Einschaltquoten
| Folge                                                  | Dauer         | Dauer          | Erstausstrahlung (2024) | Zuschauerzahl | Marktanteil | Zuschauerzahl | Marktanteil   | Quelle       |
| Folge                                                  | (mit Werbung) | (ohne Werbung) | Erstausstrahlung (2024) | ab 3 Jahren   | ab 3 Jahren | 14–49-Jährige | 14–49-Jährige | Quelle       |
| ------------------------------------------------------ | ------------- | -------------- | ----------------------- | ------------- | ----------- | ------------- | ------------- | ------------ |
| Folgen mit Abstimmung „Wer muss zur Dschungelprüfung?“ |               |                |                         |               |             |               |               |              |
| 01                                                     | 214 Min.      | 156 Min.       | Fr, 19. Januar          | 5,31 Mio.     | 21,7 %      | 2,48 Mio.     | 40,7 %        | [ Quoten 1 ] |
| 02                                                     | 121 Min.      | 084 Min.       | Sa, 20. Januar          | 4,68 Mio.     | 15,6 %      | 2,11 Mio.     | 28,7 %        | [ Quoten 1 ] |
| 03                                                     | 038 Min.      | 030 Min.       | So, 21. Januar          | 4,68 Mio.     | 14,4 %      | 2,20 Mio.     | 27,9 %        | [ Quoten 1 ] |
| 04                                                     | 112 Min.      | 091 Min.       | Mo, 22. Januar          | 4,38 Mio.     | 26,2 %      | 1,61 Mio.     | 38,2 %        | [ Quoten 2 ] |
| 05                                                     | 113 Min.      | 091 Min.       | Di, 23. Januar          | 4,14 Mio.     | 25,4 %      | 1,62 Mio.     | 40,0 %        | [ Quoten 2 ] |
| 06                                                     | 111 Min.      | 091 Min.       | Mi, 24. Januar          | 4,02 Mio.     | 24,3 %      | 1,73 Mio.     | 38,4 %        | [ Quoten 2 ] |
| 07                                                     | 114 Min.      | 094 Min.       | Do, 25. Januar          | 4,31 Mio.     | 27,4 %      | 1,89 Mio.     | 46,8 %        | [ Quoten 2 ] |
| 08                                                     | 119 Min.      | 091 Min.       | Fr, 26. Januar          | 4,62 Mio.     | 22,2 %      | 2,11 Mio.     | 36,2 %        | [ Quoten 2 ] |
| Folgen mit Abstimmung „Wer soll im Camp bleiben?“      |               |                |                         |               |             |               |               |              |
| 09                                                     | 120 Min.      | 093 Min.       | Sa, 27. Januar          | 4,61 Mio.     | 23,3 %      | 1,82 Mio.     | 35,6 %        | [ Quoten 2 ] |
| 10                                                     | 040 Min.      | 032 Min.       | So, 28. Januar          | 4,80 Mio.     | 15,0 %      | 2,02 Mio.     | 26,2 %        | [ Quoten 2 ] |
| 11                                                     | 114 Min.      | 093 Min.       | Mo, 29. Januar          | 4,32 Mio.     | 26,2 %      | 1,75 Mio.     | 42,0 %        | [ Quoten 3 ] |
| 12                                                     | 113 Min.      | 095 Min.       | Di, 30. Januar          | 4,46 Mio.     | 25,4 %      | 1,72 Mio.     | 40,4 %        | [ Quoten 3 ] |
| 13                                                     | 113 Min.      | 092 Min.       | Mi, 31. Januar          | 4,15 Mio.     | 25,6 %      | 1,70 Mio.     | 39,7 %        | [ Quoten 3 ] |
| 14                                                     | 117 Min.      | 097 Min.       | Do, 1. Februar          | 4,53 Mio.     | 26,8 %      | 1,79 Mio.     | 43,3 %        | [ Quoten 3 ] |
| 15                                                     | 122 Min.      | 101 Min.       | Fr, 2. Februar          | 4,39 Mio.     | 21,8 %      | 1,80 Mio.     | 34,8 %        | [ Quoten 3 ] |
| 16                                                     | 109 Min.      | 090 Min.       | Sa, 3. Februar          | 4,62 Mio.     | 21,3 %      | 1,77 Mio.     | 32,4 %        | [ Quoten 3 ] |
| Finale                                                 |               |                |                         |               |             |               |               |              |
| 17                                                     | 143 Min.      | 117 Min.       | So, 4. Februar          | 4,97 Mio.     | 30,6 %      | 1,91 Mio.     | 47,1 %        | [ Quoten 3 ] |
| Special: Das große Wiedersehen                         |               |                |                         |               |             |               |               |              |
| –                                                      | 168 Min.      | 117 Min.       | Mo, 5. Februar          | 3,26 Mio.     | 13,2 %      | 1,32 Mio.     | 24,0 %        | [ Quoten 3 ] |
| Special: Das Nachspiel                                 |               |                |                         |               |             |               |               |              |
| –                                                      | 161 Min.      | 109 Min.       | So, 18. Februar         | 2,68 Mio.     | 9,5 %       | 1,19 Mio.     | 16,7 %        | [ Quoten 4 ] |
| Anmerkungen: 1. 2.                                     |               |                |                         |               |             |               |               |              |

## Zusätzliche Sendungen im TV und Web
- 19. Januar bis 4. Februar 2024: Ich bin ein Star – Die Stunde danach mit Angela Finger-Erben und Olivia Jones (RTL)
- 25. Januar 2024: Ich bin ein Star – Holt mich hier raus! Die gnadenlose Wochenbilanz mit Angela Finger-Erben und Olivia Jones (RTL)
- 1. Februar 2024: Ich bin ein Star – Holt mich hier raus! Das Geheimnis der Dschungelkrone (RTL)
- 4. Februar 2024: Ich bin ein Star – Holt mich hier raus! Der Countdown zum Finale mit Angela Finger-Erben und Olivia Jones (RTL)
- 5. Februar 2024: Ich bin ein Star – Holt mich hier raus! – Das große Wiedersehen mit Sonja Zietlow und Jan Köppen (RTL)
- 18. Februar 2024: Ich bin ein Star – Holt mich hier raus! Das Nachspiel mit Sonja Zietlow und Jan Köppen (RTL)

## Trivia
- Aufgrund der Live-Übertragungen der NFL-Playoff-Spiele starteten am ersten und zweiten „Dschungel-Sonntag“ die Sendungen bereits um 20:15 Uhr – allerdings in kürzerer Fassung (jeweils rund 40 Min.).[2]
- Trotz des frühen Ausstiegs von Cora Schumacher wurde sie nicht durch einen der Ersatzkandidaten (Cathy Lugner und Tim Toupet) ersetzt, da im Camp bereits „genug los“ war.[13]
- Mit insgesamt vier abgebrochenen Prüfungen wurden in dieser Staffel so viele Prüfungen abgebrochen wie nie zuvor, davon drei allein von Leyla Lahouar.